# Ashotsk
Ashotsk es un municipio situado en la provincia de Shirak, Armenia. Tiene una población estimada, a inicios de 2022, de 10 656 habitantes.
Está ubicado al noreste de la provincia, a poca distancia del río Akhurian —afluente del río Aras— y de la frontera con Georgia y la provincia de Lorri.